# サブー (俳優)
サブー・ダステージャー（Sabu Dastagir、1924年1月27日 - 1963年12月2日）は、アメリカ合衆国の俳優。イギリス領インド帝国出身であり、後にアメリカ国籍を取得。1960年には、ハリウッド・ウォーク・オブ・フェームにて星が刻まれた。
日本では、サブウと表記されることもある。

## 略歴
イギリス領インド帝国マイソールにて生まれ、Selar Sabuと名付けられた。父親は町のマハーラージャに仕える象使いだったが、9歳の時に亡くなったことからその後任となる。
13歳の時、ドキュメンタリー映画『カラナグ（原題:Elephant Boy）』のロケーションクルーにスカウトされたことで主演に抜擢。その演技や適応性は業界に衝撃を与え、大御所だったアレクサンダー・コルダと独占契約を結ぶこととなる。その後は後見人の兄とイギリスに渡りいくつかの映画に出演。映画の宣伝ツアーのため滞在したハリウッドでも、そのさわやかな新人の男の子の才能に目を向けられ絶賛され、『バグダッドの盗賊』などで主演を務めた。
1944年にアメリカ国籍を取得しアメリカ市民になった後はアメリカ陸軍航空軍に入隊。B-24 リベレーターで尾部銃手とボールターレット砲手を務め、殊勲飛行十字章を受賞した。第二次世界大戦後は俳優業に復帰。1950年代以降のキャリアは衰退したものの、様々な作品に出演した。
1963年12月2日、40歳の誕生日を迎える前に心臓発作のため死去。39歳没。持病などは無く、死の2日前にあった健康診断では医者が「私の患者全員があなたと同じくらい健康なら、私の仕事は無くなるだろう」と言うほどだったという。
私生活では、1948年にアメリカの女優マリリン・クーパーと結婚。息子には、1980年代にロックバンドで活躍したポール・サブゥーが、娘には、映画界で動物調教師として活動したジャスミン・サブゥーがいる。

## 主な出演作品
- カラナグ（1937年）
- 太鼓（1938年）
- バグダッドの盗賊（1940年）
- アラビアン・ナイト（1942年）
- ジャングル・ブック（1942年）
- タンジールの踊子（1946年）
- 黒水仙（1947年）
- クマオンの人喰虎（1948年）
- ジャングルの王（1949年）
- 密林の豹人（1956年）
- アンコールワットを狙え（1960年）
- ランページ（1963年）
- 霧の中の虎（1964年）